# Atós Alto
Atós Alto es una localidad despoblada española perteneciente al municipio de Sabiñánigo, en la comarca del Alto Gállego, provincia de Huesca, Aragón.

## Geografía
Se sitúa en el valle del río Guarga, y el barranco de Atós, tributario de éste. La zona es también conocida como la Guarguera.

## Historia
También se le conoce citada en fuentes, tanto bibliográficas como cartográficas, como Pardina de Atós, o simplemente Atós.
Al menos durante mitad del siglo XIX, formaba ayuntamiento propio junto con Abenilla y Arasilla.

## Demografía

### Localidad
Datos demográficos de la localidad de Atós Alto desde 1900:
| --              | -- | -- | 9 | -- | -- | -- | -- |
| (Fuente: IAEST) |    |    |   |    |    |    |    |

- Aparece en el Nomenclátor con el nombre de Atos.
- Únicamente figura en el Nomenclátor de 1930.
- Datos referidos a la población de derecho.